# Nick Mondo
Matthew "Matt" Burns umirovljeni je američki profesionalni hrvač, poznatiji pod imenom "Sick" Nick Mondo kojim se koristio u ringu. Mondo se borio u promociji Combat Zone Wrestling (CZW). Iako je imao vrlo kratku karijeru (1999. – 2003.), bio je vrlo popularan među fanovima. Član je CZW Kuće Slavnih.

## Rani život

### 1995
Kao dijete bio je vrlo hiperaktivan. S 15 godina, kada je krenuo u srednju školu, upoznaje prijatelja Jona i Davea. Jon, Dave i Matt bili su poznati kao šaljivdžije u školi, no zbog toga su i često upadali u nevolje. Matt se kasnije preselio, no ostao je u kontaktu s prijateljima s kojima je nastavljao zbijati šale. Matt je izjavio: "Ako je nešto bilo smiješno, to smo i učinili."

### 1996
U to doba, Matt je obožavao videoigre, posebno tučnjave, Mortal Kombat i Street Fighter 2. Također, volio je super heroje, Nindža kornjače i X-Mene. Najdraži film mu je bio Vrana. Mattu se jako svidio glavni lik, Eric Draven/Vrana, te je želio pronaći način da i njega ljudi doživljavaju kao heroja. Također, počinje pratiti i profesionalno hrvanje, točnije - promociju Extreme Championship Wrestling (ECW), koja je bila poznata po hardcore načinu borbe.
Sa 16. godina Matt shvaća da ima talenta za crtanje. Volio je crtati bizarne crtaže, te su ga zbog toga optužili da se drogira. Iako je imao talenta, odlučio je baviti se hrvanjem.

### 1997
Tijekom srednje škole Matt je u svome dvorištu počeo održavati "ninja" borbe sa svojim prijateljima. Obukli bi se u smiješnu odjeću i odijela za hrvanje i simulirali borbe. Iako je to u početku bila samo igra, s vremenom su "borbe" postale ozbiljnije te su počeli simulirati mečeve iz ECW-a. Mattov uzor bio je hrvač Terry Michael Brunk, poznatiji pod imenom Sabu.

### 1998
Nakon mature, Matt je zamalo otišao u vojnu školu i postao marinac. No, naposljetku je odlučio ozbiljno se baviti hrvanjem. Dobio je posao u jednoj građevinskoj tvrtci koja je gradila zatvor. Radio je 12 sati dnevno, te štedio novac za odlazak u jednu od škola za profesionalno hrvanje gdje bi mogao trenirati. Unatoč protivljenju roditelja, u jesen iste godine, Matt se seli u Ohio.

## Trening
U siječnju. 1999. godine, stiže Cleveland, Ohio, u jedan trening centar u ozloglašenom dijelu grada. U centru je proveo 10 tjedana. Tijekom boravka u centru, trenirali su 6 dana u tjednu, a spavali su na madracima razbacanim po podu. Odmah po izlasku, počinje se boriti u Clevelandu.

## Početak profesionalne karijere

### 1999 - 2000
Nakon nekoliko početnih mečeva, Matt se seli natrag u Pennsylvaniu. U Clevelandu se borio vikendima, no stalne 7-satne vožnje do tamo i natrag su ga izmorile, te odlazi na promociju hrvanja u Pennysilvaniji zvanu Pennysilvania Championship Wrestling (PCW). Htio se boriti hardcore stilom, te je dobio nadimak "Hardcore" Nick Mondo. Zaštitno oružje mu je bio limeni pladanj za kekse, no mečeve je najčešće gubio, kada bi ga udarili njegovim vlastitim oružjem. Tada upoznaje hrvača Eddiea Valentinea. Slagali su se u ringu i pružali dobre mečeve. Postali su prijatelji i privatno. Prema priči, njihovi likovi u ringu trebali su postati neprijatelji. Cijeli fued završio je Singapore cane mečem. Cilj je bio skinuti štap postavljen visoko na stup pored ringa, te ga upotrijebiti kao oružje. To je Mattu bio prvi profesionalni meč. Matt se odlučuje preseliti u Minnesotu. Zadnji meč u Pennysilvaniji prije selidbe u Minnesotu, kako bi se objasnio njegov odlazak,  bio je meč u kojem gubitnik odlazi iz grada. U tom meču prvi se put ozbiljno ozljedio, pokušavajući izvesti Frankensteiner. Pao je na glavu, slomio nos i razrezao usnicu.
U ljeto 2000. Matt se počinje boriti za kompaniju Combat Zone Wrestling (CZW) u Philadelphiji, gdje će i ostati do kraja karijere. Prvi meč za CZW bio je protiv Trenta Acida. Kako nije živio u Philadelphiji, morao je na svoj trošak putovati jednom mjesečno da bi se borio. No, kako se pokazao kao iznimno marljiv i talentiran hrvač, uskoro mu kompanija počinje plaćati putne troškove. Tih mjeseci imali su nekoliko zapaženih tag team mečeva u kojima se Matt borio s Ricom Bladeom protiv Backseat Boyza (Trent Acid/Johhny Kashmere). U tim mečevima se CZW dokazao ne samo kao hardcore, već i kao prava hrvačka kompanija.
Krajem 2000. godine, CZW mu nudi priliku otići u Japan i boriti se za japansku promociju Big Japan Pro Wrestling. Turneja je trajala tri tjedna, tijekom koje su prošli cijelu zemlju. Mattu se Japan jako svidio, te će ga posjećivati i kasnije.

### 2001
Početkom 2001., Matt postaje usamljen, daleko od prijatelja i poznanika, i pada u depresiju. Tada počinje prihvaćati sve vrste mečeva, među kojima su i thumbtacks (ring je bio prekriven čavlićima), light tubes (ring je pun fluorescentnih cijevi - svjetiljki, koje su se koristile kao oružje) i barbed wire (ring omotan bodljikavom žicom) mečevi. Matt je izjavio da ga u to doba nije bilo briga za vlastito dobro, no tim ultraviolent mečevima privukao je pozornost na sebe.
Kasne 2001. hrvanje mu više ne pruža veliko zadovoljstvo, te odlučuje nastaviti školvanje i upisati fakultet. Usavršava svoj slikarski talent, te uzima tečaj snimanja filmova.

### 2002
Godina 2002. predstavlja prekretnicu za Matta na poslovnom i privatnom planu. Naime, na svojoj web stranici upoznaje Bonnie, koja se također bavila hrvanjem
pod imenom Rain. Uskoro počinju zajedno izlaziti i zaljubljuju se. Također, karijera mu je krenula uzlaznom putanjom. U veljači 2002. Matt je imao meč kojega su fanovi željno iščekivali, tzv. meč iz snova protiv Williama Welcha, poznatog pod imenom The Messiah. Sljedećeg tjedna, u St. Paulu, Minnesota, imao je meč protiv Horacea The Psycho Patha. Horace se tada borio već 10 godina, a meč s Nick Mondom smatra najboljim mečem karijere. U travnju, borio se za CZW prvakom u teškoj kategoriji, Justice Painom. U ljeto, ima još jedan meč protv Messiahe, a samo nekoliko dana kasnije Messiah je bio napadnut u svome domu. Dvojica nepoznatih napadača odsjekli su mu palac desne ruke. Počinitelji nikada nisu otrkiveni, a slučaj je završio na emisiji America's Most Wanted.
Tournament of Death, godišnji CZW turnir prvi je put održan 2002. godine. Prvi Tournament of Death obilježio je finalni meč između Nicka Monda i Wifebeatera. Naime, izrazito brutalan meč u kojemu je u ring bilo postavljeno 200 neonskih cijevi koje su se koristile kao oružje, završio je tako što je Wifebeater zarezao Nicka po trbuhu trimerom (eng. weed wacker).
Krajem 2002. Nick se u Minneapolisu bori protiv Sandmana iz ECW-a, nakon čega je dobio same riječi pohvale, kako od fanova, tako i od samog Sandmana. Tijekom 2002. godine, dokazao se i kao tehnički wrestler, a ne samo kao ultraviolent borac. Razvio je i nove poteze - Mondo Sledge, M-Bison, Assault Driver i Life Cutter. Ova godina najuspješnija je godina u karijeri Nicka Monda.
U privatnom životu, intenzivno se počinje baviti slikanjem u ulju, kiparstvom i snimanjem amaterskih filmova.

### 2003
Godina 2003. posljednja je godina u Mattovoj profesionalnoj karijeri. Sve ozljede tijekom ove 4 godine uzele su svoj danak. Prema Mattovim riječima, tri su ga događaja natjerala da se povuče:
- Siječanj 2003., meč protiv Johna Zandiga i Natea Hatreda. Matt je u meč ušao s ozlijeđenim leđima. Tijekom meča na njemu su napravljena tri powerbomba, i nekoliko puta je zaradio udarac stolicom po leđima i glavi.
- Tijekom službenog boravaka u Italiji gdje je trenirao wrestling početnike, doživio je prometnu nesreću u kojoj je opet ozlijedio vrat i leđa.
- Tjedan dana prije Tournament of Deatha 2 slomio je zglob na tri mjesta u meču. No, ipak je odlučio sudjelovati na turniru. Tijekom polufinalnog meča, John Zandig i Matt pali su s 12 metara visokog krova zgrade pored koje se održavao turnir. Pali su kroz 3 drvena stola i hrpe neonskih svjetiljki na beton. Mattu je zbog pada puknula arterija u leđima, no nastavio je borbu i naposljetku osvojio turnir.

Zadnji meč prije odlaska u mirovinu bio je Steel Cage meč protiv Horacea The Psycho Patha, kojega smatra jednim od najboljih i najintenzivnijih u karijeri. Meč je obilježio izvevši svoj zaštitni potez, M-Bison s vrha čeličnog kaveza koj je okruživao ring.

### 2013
Dana 14. prosinca 2013. se vratio u CZW samo na jednu noć, što je izazvalo veliko oduševljenje publike.

## Privatni život
- Izvan wrestlinga, Matt je vrlo mirna i staložena osoba. Redovito komunicira sa svojim fanovima preko svoje web stranice  Arhivirana inačica izvorne stranice od 22. rujna 2007. (Wayback Machine). Trenutno, puno putuje i bavi se slikarstvom i snimanjem filmova, među kojima je i film Fighting the Still Life, autobiografska akcijska drama, u kojoj glumi i Kenneth Anderson, wrestler poznatiji pod imenom Mr. Kennedy. Matt još uvijek traži distributera koji bi izdao film.

- Matt ima istetoviranu riječ Unscarred na trbuhu, što simbolizira njegovu marljivost, upornost, optimizam i hrabrost da radi ono što voli.

- U veljači 2005. Matt i Bonnie su prekinuli svoju vezu. Od tada se nisu viđali.

- Matt voli slušati new age/club glazbu iz 80-ih. Najdraži bendovi su mu Depeche Mode, Nitzer Ebb, Tears For Fears i The Cure.

## Zaštitni potezi
- Assault Driver (Iconoclasm s Electric Chair pozicije)
- Life Cutter  (Cut-throat inverted Death Valley driver)
- M-Bison (Skok na protivnikovu glavu s dvije noge, tzv. foot stomp)
- Mondo Sledge (Corkscrew senton)
- Blue Thunder driver
- Diving leg drop

## Osvojena prvenstva i nagrade
- Combat Zone Wrestling

- 4 puta CZW Iron Man prvak
- 1 put CZW World Tag Team prvak (w/ Ric Blade)
- CZW Tournament of Death 2 pobjednik
- 2002 CZW meč godine ("Sick" Nick Mondo vs. The Wifebeater, finale TOD 1)

- Druga prvenstva

- 1 put AWF prvak u teškoj kategoriji
- 1 put NCWA Hardcore prvak

## Vanjske poveznice
- Fighting The Still Life, film Nicka Monda  Arhivirana inačica izvorne stranice od 22. rujna 2007. (Wayback Machine)
- Nick Mondo Message Board  Arhivirana inačica izvorne stranice od 22. rujna 2007. (Wayback Machine)